# El mojado remojado
El mojado remojado é um filme de drama mexicano de 1981 dirigido e escrito por Alfonso Arau. Foi selecionado como representante do México à edição do Oscar 1982, organizada pela Academia de Artes e Ciências Cinematográficas.

## Elenco
- Alfonso Arau - Nato Solís
- Blanca Guerra - Xochitl
- Pedro Damián - Joe
- Priscilla Garcia - Tina
- Nono Arsu - Jacobo
- Socorro Bonilla - Daisy